# Nephodia elongaria
Nephodia elongaria là một loài bướm đêm trong họ Geometridae.